# Solideu
|  | No s'ha de confondre amb Múscul soli. |

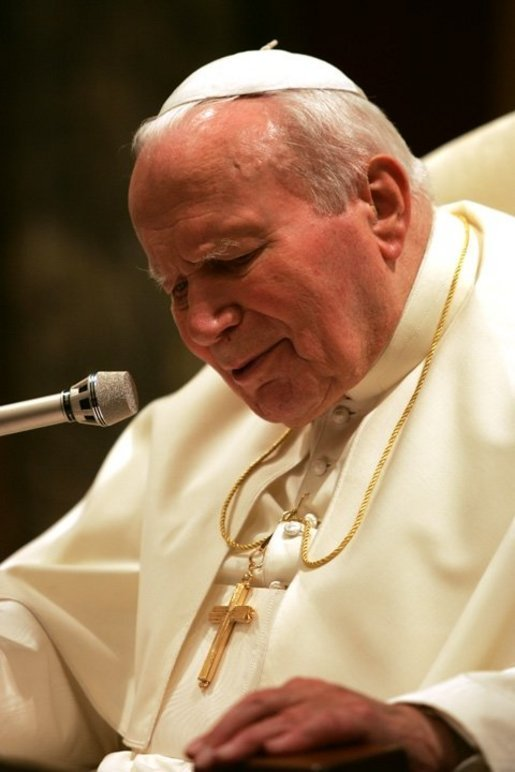
Joan Pau II amb solideu.

El  solideu  (del lat. soli Deo (sublatus), ‘(tret) només davant Déu’) és un casquet de seda que porten el papa, els bisbes i alguns eclesiàstics per cobrir-se el cap. Només se'l treuen «davant Déu», és a dir, davant el santíssim sagrament, o durant la missa des del prefaci fins després de la comunió. Els bisbes i cardenals se'l treuen en presència del papa en senyal de respecte.

## Bisbes i cardenals
Els bisbes i cardenals, per mostrar respecte al vicari de Crist, es lleven el solideu. Això és una contradicció amb el nom, ja que «solideu» és «només a Déu», però així ho marca el protocol.
Erròniament es pensa que els cardenals usen el solideu i vestimentes de color morat, ja que en l'antiguitat, el vermell estava reservant únicament al Sant Pare, però aquesta percepció popular és un error. Són els bisbes els que fan servir el color morat, i els cardenals usen el solideu i vestimentes vermelles. En aquest cas, el vermell simbolitza que estan disposats a donar la seva vida per l'Església catòlica.
Existeixen solideus de color negre que només fan servir abats o prelats, però aquest tipus de solideu ha caigut en desús després de la reforma a la litúrgia en el Concili Ecumènic Vaticà II.

## Usos
El solideu no es fa servir només en les celebracions, sinó també fora. Durant l'eucaristia es treu en començar el prefaci de la pregària eucarística per tornar-lo a posar després de la comunió. Fa honor així al seu nom.